# Simosthenurus
Simosthenurus war eine Gattung großer, ausgestorbener Kängurus. Die Tiere lebten in Australien bis ins späte Pleistozän.

## Merkmale
Der wissenschaftliche Name Simosthenurus bezieht sich auf die Känguru-Gattung Sthenurus, als dessen Untergattung es zuerst beschrieben wurde. Simo- bedeutet so viel wie kurzschnauzig.
Die Tiere besaßen relativ kurze Schnauzen und extrem starke Kaumuskeln. Möglicherweise waren sie an zähe Pflanzen der Trockengebiete Australiens angepasst. Die größten Arten, wie etwa Simosthenurus pales wogen bis zu 100 kg und waren damit größer als alle heute lebenden Kängurus.

## Arten und zeitliche Verbreitung
Zu den Arten, die bis ins späte Pleistozän überlebten, zählen Simosthenurus occidentalis, Simosthenurus browneorum. Die ältesten Vertreter der Gattung sind aus dem frühen Pliozän bekannt.